# Тонелли, Лоренцо
Лоренцо Тонелли (итал. Lorenzo Tonelli; 17 января 1990, Флоренция, Италия) — итальянский футболист, защитник клуба «Эмполи».

## Клубная карьера
Лоренцо — воспитанник клуба «Эмполи». Он начинал привлекаться к тренировкам и матчам первой команды уже в сезоне 2006/07, но дебютировал за неё только в 2010 году, когда «Эмполи» выступал во втором итальянском дивизионе. С сезона 2012/13 Лоренцо стал твёрдым игроком основы родного клуба. В сезоне 2013/14 он внёс весомый вклад возвращение тосканцев в элиту. 31 августа 2014 года состоялся его дебют в Серии А в матче против «Удинезе».
В мае 2016 года подписывает с «Наполи». Летом 2018 года был отдан в аренду «Сампдории». 10 октября 2018 года Тонелли забил свой первый гол за новый клуб в ворота «Аталанты».

## Карьера в сборной
В 2006 году Лоренцо провёл три встречи за юношескую сборную Италии 1990 года рождения. В 2010 году он отыграл один матч в составе молодёжной сборной страны.
Лоренцо попал в расширенную заявку национальной сборной Италии на Евро-2016.